# Mairena del Alcor
Mairena del Alcor ist eine Stadt und eine Gemeinde (municipio) mit insgesamt 24.238 Einwohnern (Stand: 2024) im Zentrum der Provinz Sevilla in der Autonomen Region Andalusien.

## Geografische Lage
Der Ort liegt rund 20 km östlich der Provinzhauptstadt Sevilla. Gemeinsam mit den Nachbargemeinden Carmona, El Viso del Alcor und Alcalá de Guadaíra liegt er auf einem flach abfallenden Plateau namens Los Alcores in der Tiefebene des Guadalquivir. Der Ortskern befindet sich im Norden des Gemeindegebiets. Weitere Ansiedlungen im Gemeindegebiet sind unter anderem El Torreón, Molino Romano, Cerro de los Camellos, El Campillo und La Hijuelilla.
Im Süden befindet sich eine große, fruchtbare Landfläche, La Vega genannt. Dort werden Getreide, Hülsenfrüchte und Oliven angebaut. Ein Bach namens Salado durchquert dieses Gebiet. Der Bach fällt meist trocken, tritt bei Regen jedoch häufig über seine Ufer. Er ist aber 4 km von Mairena del Alcor entfernt, so dass für den Ort keine Gefahr besteht.

## Bevölkerungsentwicklung
| Jahr      | 1857  | 1900  | 1950  | 2000   | 2020   |
| Einwohner | 4.493 | 5.249 | 9.073 | 16.821 | 23.908 |

Die deutliche Bevölkerungsanstieg im 20. Jahrhundert ist im Wesentlichen auf die relative Nähe zur Großstadt Sevilla zurückzuführen.

## Wappen
Das Wappen der Stadt ist eine Abwandlung des Wappens der Adelsfamilie Arcos. Es ist senkrecht zweigeteilt und links (aus der Sicht des Schildträgers) nochmals unterteilt. Links oben befinden sich die Streifen von Aragón, darunter der Löwe von León. Rechts der heilige Bartholomäus mit den Attributen seines Märtyrertums. Um das Ganze herum auf Blau acht kleine Kessel in Schwarz und Silber. Eigentlich handelt es sich um kleine Schilde in Erinnerung an acht Heerscharen, die das Haus Ponce de León gegen die Mauren aufstellte. Die Rangkrone stellt die alte kastilische Königskrone von Ferdinand III. dar, in Erinnerung an die Reconquista.
Das aktuelle offizielle Wappen ist eine Modifikation des traditionellen Wappens, bei anstelle der Königskrone eine Lilie als Rangkrone diente und die kesselähnlichen Figuren tatsächlich mehr Schilden ähnelten. Die Anordnung der Stäbe und der Löwen war vertauscht, und die barocke Verzierung mit Lorbeer- und Eichenzweigen fehlte.

## Geschichte

### Frühgeschichte und Antike
Archäologische Funde belegen die dauerhafte Besiedlung des Gebietes seit dem Ende der Altsteinzeit. Später, in der Jungsteinzeit, wurden kleine Siedlungen gegründet, um den landwirtschaftlichen Reichtum der Ebene zu nutzen. Auch viele Überreste aus dem Beginn der Bronzezeit wurden gefunden, beispielsweise große Megalithgräber und Reste von glockenförmigen Keramikgefäßen. Die wichtigsten archäologischen Überreste zeugen von Hüttensiedlungen der Bronzezeit, etwa 2000 Jahre vor Christus, die die natürlichen Quellen an den Hängen von Los Alcores nutzten.
Der in Mairena gefundene Schatz Andrés Morales, bestehend aus Goldjuwelen mit reicher orientalischer Dekoration, zeugt von der tartessischen Zivilisation im ersten Jahrtausend. Der Einfluss der phönizischen und griechischen Kolonisationsvölker zeigt sich in der Entwicklung von Landwirtschaft und Metallhandel, Keramik und Grabbeigaben. Ab dem 6. Jahrhundert v. Chr. entwickelte die turdetanischen Zivilisation die landwirtschaftliche Nutzung der fruchtbaren Ebene und den Handel mit Griechen und Karthagern. Eine Skulptur des Silenus ist ein Beispiel für den Kontakt mit den östlichen Völkern. Diese Büste wurde in Las Peñuelas, an der Straße nach Luchena, gefunden und ist heute im Rathausgebäude ausgestellt.
In römischer Zeit wurden in der Gegend verschiedene Villen, Bauernhöfe und ländliche Gebäude errichtet. Eine dieser Villen war Mariana, nach dem Namen ihres Besitzers Marius, die später Mairana und durch die Araber Mairena ausgesprochen wurde. Eine weitere war Luciana von ihrem Besitzer Lucius, der dann Luchana und arabisch Luchena ausgesprochen wurde. Während der westgotischen und muslimischen Zeit blieben sowohl diese als auch andere Villen bewohnt. Das Taufbecken im Brunnen des Gemeindezentrums stammt aus westgotischer Zeit.

### Mittelalter
Während der muslimischen Zeit wurde ein Wachturm über Los Alcores errichtet, vermutlich ein Teil des Überwachungs-, Verteidigungs- und Kommunikationsnetzes im Gebiet. Im Feldzug 1246 fiel Mairena an die kastilische Macht unter Ferdinand III. Der Turm und das Dorf Luchena wurden dem Orden von Calatrava für seine Teilnahme an der Belagerung von Sevilla geschenkt.
Als Gegenleistung für Dienste, die Pedro Ponce de León el Viejo bei der Belagerung von Algeciras erbringen sollte, erhielt dieser am 20. November 1342 von König Alfons XI. von Kastilien die Herrschaft über Mairena del Alcor. Die Belagerung von Algeciras dauerte bis 1344. Im Jahr danach, am 17. August 1345, bestimmte Alfonso XI. die mit Mairena verbundenen Rechte.
Von dieser Übergabe an Pedro Ponce de León bis zur endgültigen Abschaffung der Feudalherrschaft gehörte die Gemeinde Mairena del Alcor zum Adelshaus Arcos. Um die Burg herum, deren zentraler Teil in der Mitte des 14. Jahrhunderts erbaut wurde, konzentrierte sich die Bevölkerung in einem kleinen Dorf.
1441 gewährte König Johann II. von Kastilien dem Herrn von Arcos das Recht, den Markt von Mairena zu veranstalten. Um 1470 erweiterte Rodrigo Ponce de León, Marquis von Cádiz, die Burg von Mairena durch den Bau der Außenmauern, des Grabens und der Feuer-Löschbrunnen. Aus dieser Zeit stammt der Bogen, der zum Tor gehörte, das den Stadtteil hinter der Burg abschloss. Im Spätmittelalter war Mairena eine landwirtschaftliche Gemeinde, die Weizen, Öl, Obst und Gemüse für die Hauptstadt Sevilla produzierte. Im 15. Jahrhundert zählte Mairena 500 rund Einwohner. Sie lebten zwischen der heutigen Calle Real und der Calle Ancha. In diesem alten Ortskern wurden in jener Epoche die Pfarrkirche, die Kapelle von San Sebastián und die Casa Palacio im Mudéjar-Stil erbaut.

### Renaissance und Barock
Bis zum Ende des 16. Jahrhunderts wuchs die Bevölkerungszahl infolge der Entdeckung Amerikas auf 1.400 an. Die Produktion von Olivenöl und Getreide stieg, und die Viehzucht gewann an Bedeutung. Namentlich die Pferde von Mairena wurden bekannt und begehrt. Im 17. Jahrhundert setzten Seuchen den Einwohnern zu, und die Bevölkerungszahl schrumpfte auf rund 1.000. Bis zum Ende des 18. Jahrhunderts wuchs die Bevölkerungszahl dann auf 2.700, dank der Intensivierung von Landwirtschaft und Handel, verbunden mit einer Erweiterung des Marktes und dem Bau von vier Getreidemühlen.

### Jüngere Geschichte

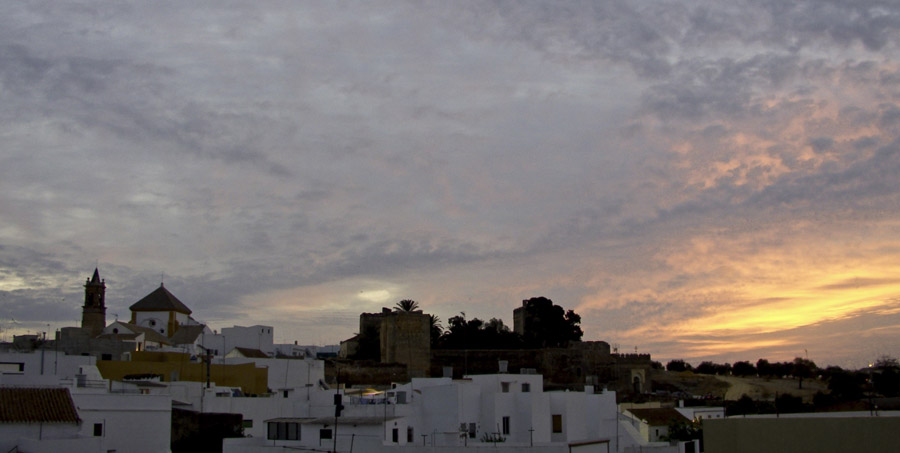
Panoramabild des alten Stadtkerns

Im Zuge der napoleonischen Besetzung errichtete das französische Heer 1810 in Mairena einen Versorgungsstützpunkt. Im 19. Jahrhundert wuchs die Stadt durch den Anstieg der Geburtenrate. Die Kirche von Mairena verlor während des Auflösungsprozesses von 1836 ihre Besitztümer, Miet- und Pachteinkünfte. Mehrere religiöse Bruderschaften verloren ihr Land und verschwanden, und der Herzog von Osuna wurde nach dem Urteil des Gerichts von Alcalá del Río Eigentümer der größten Gutshöfe der Stadt. In der zweiten Hälfte des 19. Jahrhunderts expandierte der Anbau von Orangen, die mit großem Gewinn exportiert wurden. Der Anschluss an die Eisenbahn erleichterte den Export der Produkte von Mairena.
Ende des 19. Jahrhunderts unternahm der englische Archäologe George Bonsor Ausgrabungen in Los Alcores. 1902 kaufte er die Burg und richtete sie als seine Privatresidenz ein. Dort installierte er die archäologische Sammlung, die aus seinen Ausgrabungen entstand.
Im ersten Drittel des 20. Jahrhunderts wurden öffentliche Einrichtungen wie Schulen und Friedhöfe gebaut. Die Straßen wurden gepflastert, das Rathaus wurde modernisiert, und es entstand die erste industrielle Verarbeitungsfabrik. Die Entwicklung von Sevilla ermöglicht es den Einwohnern, im Baugewerbe tätig zu werden und Kordsamt, Olivenöl und Obst nach Sevilla zu liefern. Während des spanischen Bürgerkriegs wurden einige religiöse Bilder zerstört, wie das Gemälde  Cristo de la Cárcel (Christus im Kerker), verschiedene Besitztümer und Bilder von Bruderschaften und einige Altäre der Kirchen. Die Mangeljahre der Franco-Ära wurden in Mairena mit hart erarbeiteten Erträgen aus der Landwirtschaft überbrückt.
In den 60er und 70er Jahren entwickelte sich die Gemeinde, bis sie Teil der Agglomeration von Sevilla wurde. Es entstanden Fabriken, die landwirtschaftliche Produkte verarbeiten, Bäckereien, Zimmerei- und Metallfabriken und Werkstätten für das Baugewerbe. Die Landarbeit wurde mittels Traktoren und Maschinen modernisiert. Die alte Viehmesse wurde zu einem Jahrmarkt. Die ersten Studenten aus Mairena qualifizierten sich an Universitäten. In jüngster Zeit setzt die Stadt auf einen wachsenden und diversifizierten Dienstleistungssektor, auf Handel, Hotelgewerbe und Gastronomie, Güterverkehr, Holz- und Metallverarbeitung.

## Verkehr
Über ein Netz von Landstraßen ist Mairena an die nahen Autobahnen A92 und A4 und an die Großstadt Sevilla angebunden. 8 km südsüdöstlich der Stadt liegt ein Sportflughafen, der Aerodromo de los Alcores. Die früher bestehende Bahnverbindung von Carmona über Mairena nach Sevilla existiert nicht mehr.

## Kultur

### Bauwerke und Monumente

#### Kirchen
- Pfarrkirche Santa María de la Asunción, 15. Jahrhundert
- Kapelle Cristo de la Cárcel
- Ermita San Sebastián mit dem Hauptaltar der Stadtpatronin Nuestra Señora de los Remedios Coronada[7]
- Kirche María Inmaculada im Viertel La Barriada.
- Ruine Ermita de Santa Lucía. Von dem mittelalterlichen Lehmbau sind nur einige Mauerreste erhalten. Die Fundamente aus Steinquadern sind römischen Ursprungs. Die Basis scheint ein römisches Castellum aquae, eine Zisterne, gewesen zu sein. In der Nähe wurden Terra Sigillata, hispanische Keramik, Quadersteine und Ziegelreste einer römischen Villa gefunden. Diese Kapelle wurde von einem Landbesitzer, dessen Grundbesitz angrenzt, abgerissen.

#### Andere

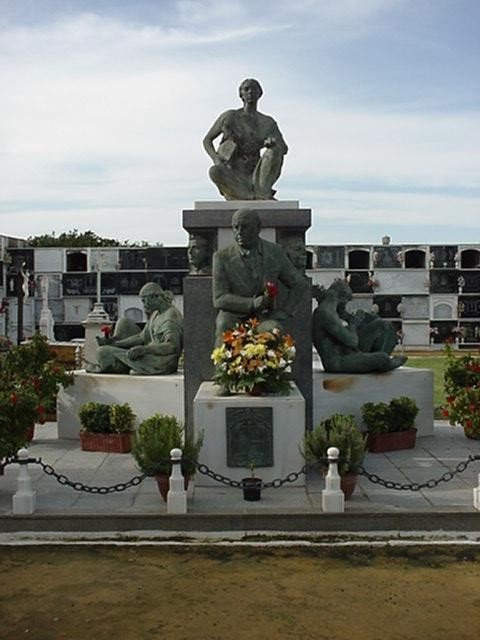
Grabmal von Antonio Mairena

- Castillo de Luna, restauriert und zu einem Wohnsitz umfunktioniert vom Archäologen George Bonsor.
- Palacio der Herzöge von Arcos im Mudéjar-Stil, 15. Jahrhundert.
- Getreidemühlen.
- Monumento a los Verdeadores (Denkmal für die Olivenpflücker).[8]
- Monumento a la Cultura auf der Plaza Antonio Mairena.
- Monumento a Cervantes in der Calle Cervantes.
- Monumento al Cante Jondo, ebenfalls in der Calle Cervantes.
- Mausoleum von Antonio Mairena auf dem Friedhof San José.
- Öffentliche Waschanstalt Lavaderos de la Atajea aus den ersten Jahren des 20. Jahrhunderts.[9]
- Kultur- und Veranstaltungszentrum Villa del Conocimiento y de las Artes (VICA).
- Brunnen Fuente de Alconchel.
- Brunnen Fuente del Recinto Ferial.
- Monumento a la Mujer Andaluza, Denkmal für die andalusische Frau in der Avenida de Andalucía.
- Denkmal des alten Marktes Monumento a la Feria de Mairena.[10]
- Telegrafenturm El Torreón, erbaut Mitte des 19. Jahrhunderts durch das Innenministerium. Er gehörte zur Telegrafenlinie Andalusiens, um Botschaften des Ministers an die Zivilgouverneure von Sevilla und Cadiz zu senden. Er besaß Sichtverbindung zu den Türmen von Carmona und dem Turm in Dos Hermanas.

### Feste

#### Feria de Abril
Der Jahrmarkt im April wurde als Veranstaltung von nationalem touristischem Interesse klassifiziert.
Der Arco triunfal, der Triumphbogen der Messe von Mairena del Alcor, ist ein neobarockes Monument des lokalen Künstlers José Manuel Peña, das im Jahr 2007 eingeweiht wurde. 100.000 Glühbirnen und 40.000 Laternen in Blau und Orange, den Farben der Stadtflagge, geben dem Fest Licht und Farbe. Die Musik wird von der Stadtkapelle aufgeführt. Auf ihrem Programm stehen Sevillanas und die Hymnen Andalusiens und Spaniens. Die Bevölkerung wächst auf das Fünffache. Ein Großaufgebot von zivilen Helfern, Feuerwehrleuten, Polizei und Guardia Civil bemühen sich um die Sicherheit.
Die Feria von Mairena von 1441 war ursprünglich eine Rindermesse. Im Laufe der Zeit wurde sie zur Freizeit-Veranstaltung. Schriftsteller und Künstler wie Estébanez Calderón, Gustavo Adolfo Bécquer, Valeriano Bécquer und Francisco Lamayer machten die Feria zum Thema ihrer Werke. 
Orte des Feierns waren früher die Calle Mesones, heute Calle San Fernando, und die Marktpromenade vor der Ermita San Sebastián, die den gesamten heutigen Paseo de la Feria und die Barriada umfasst. Seit 1982 findet sie im 11.000 m² großen Ausstellungszentrum Alcalde Antonio Delgado am Stadtrand statt.

#### Weitere Feste
- Karneval (Februar)
- Prozession des Santísimo Cristo de la Cárcel (Allerheiligster Christus im Kerker; 11.–18. März)
- Semana Santa
- Prozession Virgen de los Reyes (Heilige Jungfrau der Könige, 15. August)
- Prozession San Bartolomé (24. August)
- Flamenco-Gesangsfestival Festival de Cante Jondo Antonio Mairena, klassifiziert als Veranstaltung von touristischem Interesse (Erster Samstag im September)
- Prozession Nuestra Señora de los Remedios Coronada (8. September)
- Romería Nuestra Señora de los Remedios (Letzter Sonntag im September)

### Sport
Zahlreiche Vereine in Mairena widmen sich dem Sport, darunter:
- CD Mairena in der Fußballliga Primera División Andaluza.
- La Barrera CF in derselben Liga.

Die städtische Sporthalle Pabellón Miguel Ángel Gómez Campuzano wurde ein Jahr vor dem Unfalltod des spanischen Olympiateilnehmers eröffnet.

## Persönlichkeiten

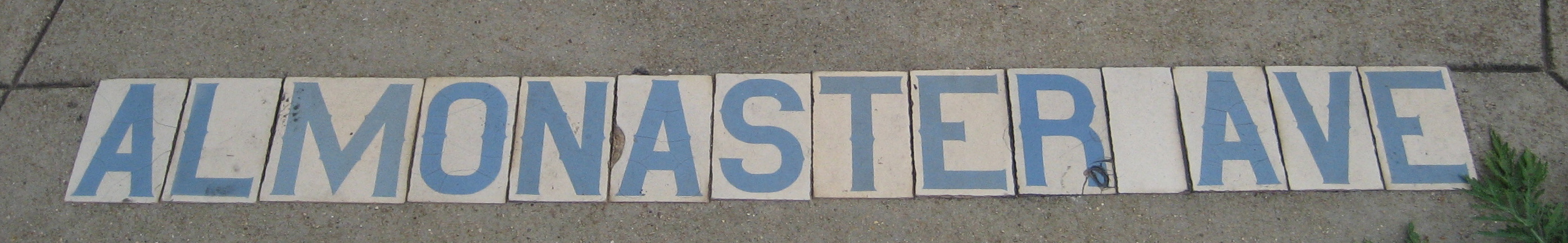
Straßenpflaster Almonaster Avenue zu Ehren von Andrés Almonaster in New Orleans

- Pedro Roldán (1624–1699), Bildhauer
- Andrés Almonaster y Rojas (1728–1798), Politiker und Notar
- Antonio Mairena (1909–1983), Flamenco-Sänger
- Miguel Ángel Gómez Campuzano (1968–1993), Sportler und Olympiateilnehmer
- Eva González, Model und Miss España 2003
- Jozabed Sánchez Ruiz (* 1991), Fußballspieler